# 김천시
김천시(金泉市)는 대한민국 경상북도 서부에 있는 시이다. 동쪽은 금오산, 서쪽은 황악산으로 소백산맥의 일맥이 산악 지대이다. 경부고속도로와 경부선이 지나며, 대전과 대구의 중간 지점에 있다. 율곡동 일원에는 한국도로공사 등이 이전하여 혁신도시가 조성되고 있다. 시청 소재지는 신음동이고, 행정구역은 1읍 14면 7동이다.

## 역사
| Daedongyeojido (Gyujanggak) 16-03.jpg | Daedongyeojido (Gyujanggak) 16-02.jpg |
| Daedongyeojido (Gyujanggak) 17-03.jpg | Daedongyeojido (Gyujanggak) 17-02.jpg |

- 1900년 이후의 행정 구역 개편은 김천시의 행정 구역#역사를 참조

삼한시대 때는 감문국과 주조마국이 있었고, 삼국시대 때는 신라에 속해 있었고, 감문국과 주조마국을 병합해 감문주를 설치했다. 남북국시대 신라 때는 산간 촌락이었으나, 조선 초기에 역마제도 덕분에 인근 주민들의 물물교환을 많이 해 교역의 중심지가 되었다. 조선시대에는 경상도 김산군, 지례현, 개령현이었으며, 1905년 경부선 철도의 개통으로 인해 농산물 등의 집산지로 성장되었다.
1895년 조선 고종 32년 6월 23일(음력 윤 5월 1일) 대구부 김산군·지례군·개령군으로 개편하였다.
이듬해인 1896년 8월 4일 경상북도 김산군·지례군·개령군으로 개편하였다.
현재와 같은 이름이 된 것은 일제강점기인 1914년 4월 1일 대대적인 행정구역 개편에 따라 김산군, 지례군, 개령군 일원과 성주군 신곡면을 병합하여 김천군으로 개편하였다. 독음은 일본어로 긴센(金泉, きんせん)이었다. 1931년 4월 1일 김천면이 김천읍으로 승격하였고, 1949년 8월 14일 김천읍이 김천부로 승격하였고(다음날인 8월 15일 김천시로 개칭), 김천군을 금릉군으로 개칭하였다. 1950년 6.25 전쟁 때에는 잠시 북한에게 내준 적이 있었다. 1995년 1월 1일 김천시와 금릉군이 통합되어 현재에 이른다.
2013년 11월 경북드림밸리(혁신도시)의 유치로 남면 및 농소면 일부가 율곡동으로 분리됐다.

## 지리
김천은 동경 128°04′ ∼ 128°09′, 북위 36°07′ ∼ 36°11′에 있다. 김천시는 동쪽으로 구미시, 칠곡군, 남쪽으로는, 경상남도 거창군, 경상북도 성주군, 북쪽으로 상주시와 접하며, 서쪽으로는 충청북도 영동군, 전북특별자치도 무주군과 경계를 이룬다.

## 행정 구역
김천시의 행정 구역은 1읍, 14면 7동으로 구성되어 있다. 김천시의 면적은 1,009.5km2로 경상북도의 5.3%를 차지하며, 인구는 2021년 기준으로 68,393세대, 인구수 140,239
명이다.
| 읍·면·동   | 한자       | 세대  | 인구   | 면적  | 행정지도 |
| ---------- | ---------- | ----- | ------ | ----- | -------- |
| 아포읍     | 牙浦邑     | 3,609 | 7,938  | 53.47 |          |
| 농소면     | 農所面     | 1,493 | 3,276  | 45.42 |          |
| 남면       | 南面       | 1,718 | 3,516  | 70.58 |          |
| 개령면     | 開寧面     | 1,230 | 2,744  | 27.85 |          |
| 감문면     | 甘文面     | 1,839 | 3,668  | 59.41 |          |
| 어모면     | 禦侮面     | 2,185 | 4,584  | 65.22 |          |
| 봉산면     | 鳳山面     | 1,603 | 3,500  | 56.45 |          |
| 대항면     | 代項面     | 1,732 | 3,870  | 66.03 |          |
| 감천면     | 甘川面     | 956   | 2,134  | 27.51 |          |
| 조마면     | 助馬面     | 1,133 | 2,432  | 70.93 |          |
| 구성면     | 龜城面     | 1,633 | 3,074  | 95.5  |          |
| 지례면     | 知禮面     | 934   | 1,773  | 54.16 |          |
| 부항면     | 釜項面     | 717   | 1,369  | 82.64 |          |
| 대덕면     | 大德面     | 1,192 | 2,371  | 98.38 |          |
| 증산면     | 甑山面     | 631   | 1,191  | 75.21 |          |
| 자산동     | 紫山洞     | 3,870 | 7,949  | 1.34  |          |
| 평화남산동 | 平和南山洞 | 4,528 | 9,117  | 2.27  |          |
| 양금동     | 陽金洞     | 2,156 | 4,583  | 9.22  |          |
| 대신동     | 大新洞     | 9,814 | 24,964 | 23.45 |          |
| 대곡동     | 大谷洞     | 8,710 | 20,617 | 13.93 |          |
| 지좌동     | 智佐洞     | 4,317 | 10,265 | 9.99  |          |
| 율곡동     | 栗谷洞     | 6,836 | 18,106 | 4.3   |          |

## 인구
- 김천시(에 해당하는 지역)의 연도별 인구 추이[6]

| 연도   | 총인구    |  |
| ------ | --------- |  |
| 1975년 | 194,524명 |  |
| 1980년 | 177,939명 |  |
| 1985년 | 163,263명 |  |
| 1990년 | 151,995명 |  |
| 1995년 | 147,027명 |  |
| 2000년 | 147,855명 |  |
| 2005년 | 135,923명 |  |
| 2010년 | 135,889명 |  |
| 2015년 | 140,085명 |  |
| 2020년 | 140,511명 |  |

## 교통

### 철도
철도로는 경부선이 지나며, 김천역에서는 경북선이 분기한다. 한편 KTX 경부고속철도 김천구미역이 2010년 11월 1일 개통되어, 경부·경전선 KTX가 정차한다. 국토교통부의 제2차 철도망 구축 계획에, 김천-진주-거제 간의 남부내륙선과 전주-김천 간 철도 연결이 예정되어 있다.
- 한국철도공사
  - 경부고속선
(옥천군) ← 김천(구미)역 → (칠곡군)
  - 경부선
(영동군) ← 신암역 - 직지사역 - 김천역 - 대신역 - 아포역 → (구미시)
  - 경북선
김천역 → (상주시)

### 도로
경부축의 중심에 위치한다. 고속도로로는 경부고속도로와 중부내륙고속도로가 지나고 있다.
- 경부고속도로

(구미시, 구미 나들목) ← 김천 분기점 - 동김천 나들목 - (김천 휴게소) - 김천 나들목 - (추풍령 휴게소) - 추풍령 나들목 → (영동군, 황간 나들목)
- 중부내륙고속도로

(성주군, 성주 나들목) ← 남김천 나들목 - 김천 분기점 → (구미시, 선산 나들목)

## 경제
경부선이 김천역을 지나가기 시작하면서 도시화가 시작됐다. 1924년에는 경북선이 개통했으며, 이를 통해 경상북도 남부지역과 북부지역, 충청도 지역을 잇는 철도 교통지가 되면서 김천은 성장하기 시작했다. 한때는 경상북도 서부지역의 중심도시였으나 1970년대 이후 구미가 산업도시로 부상하면서 경상북도 서부지역의 중심도시로서의 역할을 내주었다.
현재는 자두, 포도, 호두 재배 등의 농업. 김천일반산업단지의 공업. 경북드림밸리의 공기업 등이 김천시의 산업의 주축이다.

## 교육 기관
- 사립대학교

|  | - 김천대학교 |

- 사립전문대학

|  | - 경북보건대학교 |

- 고등학교

|  | - 김천중앙고등학교 - 김천여자고등학교 - 김천생명과학고등학교 | - 경북과학기술고등학교 - 성의고등학교 - 율곡고등학교 | - 성의여자고등학교 - 김천고등학교 - 한일여자고등학교 | - 김천예술고등학교 |

- 중학교

|  | - 김천중앙중학교 - 김천여자중학교 - 지례중학교 - 지례중학교 부항분교 - 지례중학교 구성분교 | - 아포중학교 - 개령중학교 - 감문중학교 - 어모중학교 | - 대덕중학교 - 대덕중학교 증산분교 - 김천중학교 - 성의중학교 - 김천석천중학교 | - 율곡중학교 - 문성중학교 - 성의여자중학교 - 한일여자중학교 |

- 초등학교

|  | - 김천초등학교 - 김천중앙초등학교 - 김천서부초등학교 - 금릉초등학교 - 김천다수초등학교 | - 김천모암초등학교 - 김천동부초등학교 - 김천신일초등학교 - 김천부곡초등학교 - 김천동신초등학교 | - 율곡초등학교 - 농소초등학교 - 운곡초등학교 - 아포초등학교 - 대신초등학교 | - 개령초등학교 - 개령서부초등학교 - 위량초등학교 - 아천초등학교 - 능치초등학교 | - 봉계초등학교 - 태화초등학교 - 직지초등학교 - 대룡초등학교 - 감천초등학교 | - 조마초등학교 - 구성초등학교 - 지례초등학교 - 부항초등학교 | - 대덕초등학교 - 증산초등학교 |

- 각종학교

|  | - 김천중앙고등학교 부설 방송통신고등학교 |

## 문화
- 지례향교
- 모성정
- 방초정
- 세계도자기박물관
- 직지문화공원
- 직지사
  - 성보박물관
- 수도계곡
- 개령향교
- 김천시립미술관

전시실, 세미나실, 수장고 등 지상4층, 연면적 1,031m2의 규모로, 미술품, 조각품 등 많은 예술작품을 전시하고 있다.

## 사건 사고
- 2008년 3월 1일, 코오롱유화 김천공장 내 3층짜리 페놀수지 제조시설에서 폭발과 함께 불이 나 2명이 숨지고 14명이 중경상을 입는 사고가 발생하였다.[7]
- 2016년 1월 17일, 개신교 신자를 자처하는 60대 남성이 시내 포교당인 개운사에 침입해 불상과 관세음보살상을 훼손하고 집기를 부수는 등 난동행위를 부렸다가 체포되었다.

## 스포츠

### 축구
- K리그1
  - 김천 상무 FC (김천종합운동장)

### 배구
- V리그
  - 김천 한국도로공사 하이패스(여자부) (김천실내체육관)

## 자매 도시
- 대한민국 서울특별시 강북구
- 대한민국 전북특별자치도 군산시
- 대한민국 대구광역시 동구
- 대한민국 부산광역시 영도구
- 일본 이시카와현 나나오시
- 중국 쓰촨성 청두시
- 인도네시아 수방시

## 같이 보기
- 대한민국의 설치순 도시 목록